# Сан-Франсиско-де-Макорис
Сан-Франсиско-де-Макорис (ісп. San Francisco de Macorís) — третє за величою місто в Домініканській Республіці. Знаходиться в провінції Дуарте в долині El Cibao, в північно-східній частині острова.
Населення міста становить близько 175,5 тис. осіб (липень 2009 року).
Відоме завдяки туризму, виробництву і культурним місцям і особливо за рахунок хорошого проведення відпустки або дозвілля. Також мешканці міста зіграли значну роль в формуванні Домініканської історії.

## Історія
20 вересня 1778 року Іспанський король Карл III підписав документи, де дозволив офіційно заснувати Сан-Франциско-де-Макорис.
Етимологія
Назва Сан-Франциско-де-Макорис походить від злиття імен святого Франциска, покровителя францисканського ордена (релігійної організації з Італії, яка прийшла на цю територію під час колонізації) і старовинній назві території Макорис (італ. Macorix).

## Географія
Сан-Франсиско-де-Макорис розташований між північним хребтом і Сибао в південній частині. Температура протягом року коливається від 16 ° градусів до 32 ° градусів. На цій території рідко бувають урагани і дуже спекотна погода. Правда відбуваються повені під час сезону дощів, які проходять зазвичай в травні місяці. Також існують пагорби на півночі, які дають приголомшливий вид на місто.

## Населення
За даними Національної перепису населення в 2002 році склад населення в Сан-Франсиско-де-Макорис входить середнього класу 69%, бідних 21%, ніщенти 2%, а також прошарок багатих людей становить 8%.

### Релігія
У місті є Католицька Церква. Знайти церква іншої віри буде, проблематично так як 95% населення країни складають католики.

## Економіка

### Сільське господарство
У районах міста вирощують какао, кава, фрукти, рис, цукрову тростину а також збирають мед. Також займаються тваринництвом.

### Транспорт і зв'язок
У місті як і у всій країні добре розвинена мережа автобусних маршрутів. Також є перевезення на таксі, маршрутки а також таксі-мотоцикл і громадський транспорт.

## Спорт
У Сан-Франсиско була створена бейсбольна команда Gigantes del Cibao. Команда грає в головній бейсбольній лізі, а також виступає на міжнародній арені.

## Пам'ятки

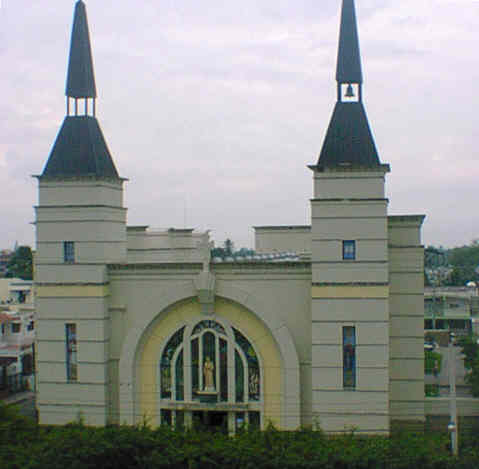
Собор Святої Анни

Собор Святої Анни (Santa Ana Cathedral) - в архітектурі цього собору була використана суміш готичної і сучасної архітектури.
The Montecito de Oracion (Монтесіто де Орасіон) - є духовним місцем який люблять відвідувати як і місцеві жителі, так і туристи. Знаходиться 1-½ км уздовж шосе San Francisco Villa Tapia (Сан-Франциско Вілла Тапіа).

### Парки
Парк Дуарте - знаходиться в центрі міста. Вважається самим відвідуваним місцем у місті. Відомий тим що в парку проходять муніципальні заходи. Увечері влаштовуються розважальні вистави.
Парк Лос Мартірес - знаходиться на Антоніо Гузман Фремандез Авеню (Antonio Guzman Fremandez Avenue), навпроти бургер Кінгу і кінотеатру. У цьому парку можна побачити нічне життя міста.

### Розваги
У місті розташовані десятки ресторанів, барів та клубів для проведення дозвілля й розваг.
Наприклад: одним з відомих клубів міста є San Diego Campo Club (4 Зірки), знаходиться біля готелю Лас Кеобас (Las Caobas Hotel). Клуб відвідується найактивніше протягом літнього сезону. Відвідувачами клуб а є в основному населення Сан-Франциско а також приходять сюди відпочити приїжджі туристи. Для доступу в клуб потрібно бути зареєстрованим членом клубу.